# Fadrique Enríquez

Wappen des Admiral von Kastilien

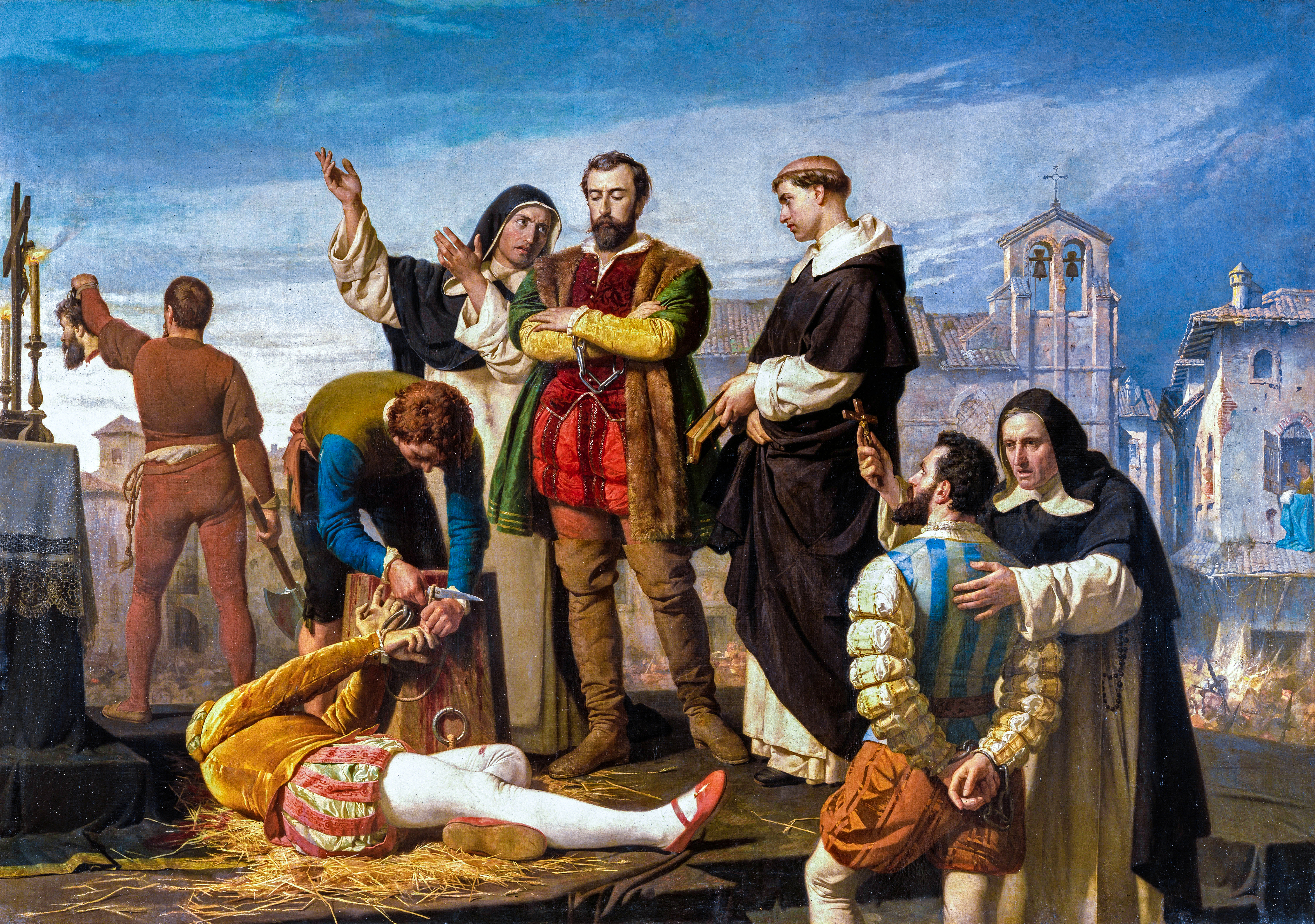
Hinrichtung der Comuneros von Kastilien nach einer Darstellung von Antonio Gisbert von 1860

 Fadrique Enríquez (* um 1465; † 1538) war 4. Admiral von Kastilien und spielte eine entscheidende Rolle bei der Niederschlagung der Revolte der Comuneros.

## Leben
Fadrique Enríquez war der Sohn von Alonso Enríquez (1435–1485) und María de Velasco. Er erbte seines Vaters Besitz in Palencia einschließlich des Schlosses in Medina de Rioseco, Valladolid, Kastilien und León, Spanien. Am 14. Februar 1490 wurde er von den „Katholischen Königen (Reyes Cátolicos)“ Ferdinand II. von Aragón und Isabella I. von Kastilien zum Admiral von Kastilien ernannt.
Er war ein Cousin von König Ferdinand II. von Aragón, dem einzigen Sohn von Johann II. von Aragón und dessen zweiter Gemahlin Juana Enríquez von Córdoba.
Fadrique Enríquez hatte ein sehr jähzorniges Gemüt und wurde, nach einer Auseinandersetzung mit Königin Isabella I. von Kastilien, nach Sizilien verbannt. 1489 wurde er rehabilitiert und nahm an der Eroberung von Baza und der Schlacht von Granada, im Rahmen der Reconquista der „Katholischen Könige (Reyes Cátolicos)“, teil.
Während seines Aufenthalts in Sizilien heiratete er die sehr reiche Ana de Cabrera († 1523), Gräfin von Modica, Osona, Cabrera und Bas. Die Ehe blieb kinderlos.
Fadrique Enríquez selbst war Graf von Melgar, Medina de Rioseco, Mansilla, Rueda, Aguilar und Villabrajima und war eine der reichsten Personen in Spanien. Sein Jahreseinkommen wurde auf 50.000 Dukaten geschätzt.
1496 begleitete er Johanna I., die Wahnsinnige nach Flandern, wo diese Philipp I. von Habsburg heiratete. Auf seiner Rückkehr eskortierte er Philipps Schwester Erzherzogin Margarete nach Spanien, die dort Johann von Aragón und Kastilien, Fürst von Asturien aus dem Haus Trastámara heiratete.
Fadrique erlangte seine höchste politische Macht während der Revolte der Comuneros. 1520 wurde er, gemeinsam mit seinem Cousin Íñigo Fernández de Velasco, 2. Herzog von Frías, Statthalter von Spanien in Abwesenheit von Karl V. Er brachte Frieden und wurde von Karl V. mit dem Orden vom Goldenen Vlies ausgezeichnet.
Fadrique Enríquez war außerdem ein Kunstmäzen von Künstlern wie dem spanischen Dichter Juan Boscán Almogávar. Er wurde neben seiner Frau im Kloster San Francisco in Medina de Rioseco beerdigt.